# Distretto di Huld
Il distretto di Huld è uno dei quindici distretti (sum) in cui è suddivisa la provincia del Dundgov', in Mongolia. Conta una popolazione di 2.458 abitanti (censimento 2007). 